# 1165 هـ
1165 هـ هي سنة في التقويم الهجري امتدت مقابلةً في التقويم الميلادي بين سنتي 1751 و1752.

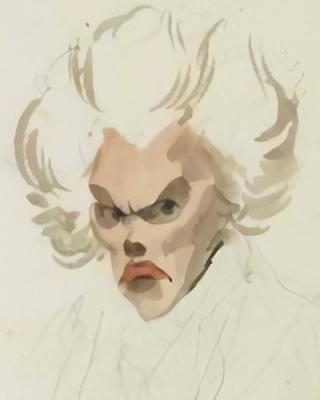
أدريان ماري ليجاندر

## مواليد
- ولد عبد الله ابن الشيخ محمد بن عبد الوهاب—في الدرعية.
- أبو راس الناصري الجزائري
- أدريان ماري ليجاندر
- جواد محمد العاملي
- قاسم السعدي

## وفيات
- 16 ربيع الأول - محمد مقيم الخزاعي، رجل دين وفقيه شيعي من أهل أصفهان.